# متعلق محله نوبیجار
متعلق محله لاهیجان، روستایی از توابع بخش مرکزی شهرستان لاهیجان در استان گیلان ایران است.

## جمعیت
این روستا در لاهیجان قرار دارد و براساس سرشماری مرکز آمار ایران در سال ۱۳۸۵، جمعیت آن ۳۰۳ نفر (۱۰۸خانوار) بوده‌است.
اکنون این روستا را با نام متعلق محله لاهیجان می شناسند در این روستا امام زاده ای بنام آقا سید علی هست که مردم زیادی برای بازدید و زیارت به این روستا می آیند